# Palmitato di isopropile
Il palmitato di isopropile è l'estere ottenuto dalla reazione dell'alcol isopropilico con l'acido palmitico. Viene usato nell'industria cosmetica e farmaceutica con funzioni emollienti, idratanti e antistatiche. La formula chimica è CH3(CH2)14COOCH(CH3)2.